# ولاية مرباط

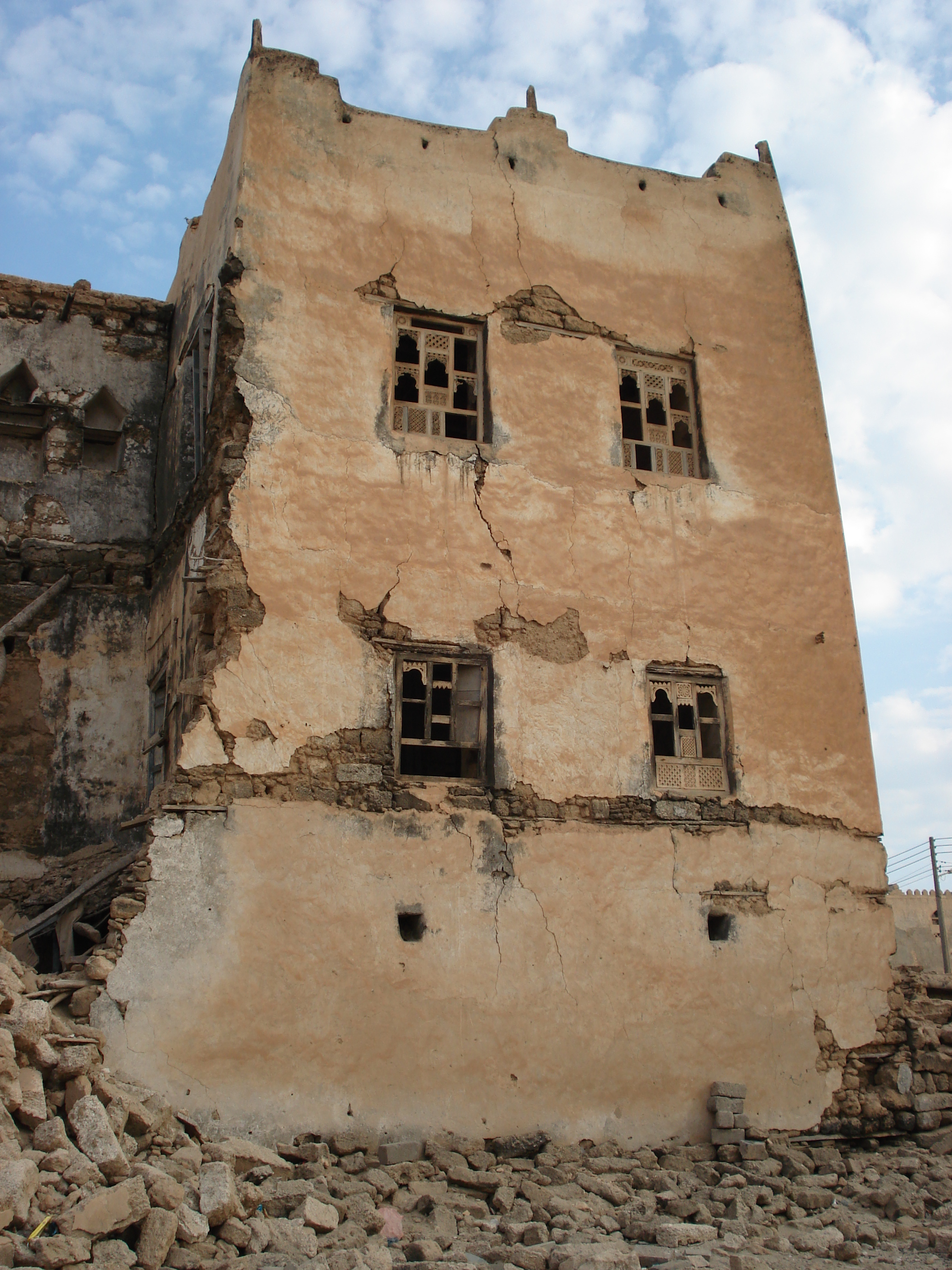

ولاية مرباط هي ولاية عُمانية، تقع على الشريط الساحلي لمحافظة ظفار شرق مدينة صلالة ويربطها بمدينة صلالة طريق بطول 76 كيلومتر وتبعد عن ولاية طاقة بمسافة 38 كيلومتر.

## التاريخ
اشتهرت ولاية مرباط بتجارة الخيول واللبان في العصور القديمة، كما تتميز ولاية مرباط بموقعها الساحلي وشعابها المرجانية وخلجانها الجذابة ومحمية جبل سمحان والعيون المائية الطبيعية المنتشرة في أرجاء الولاية. ويضاف إلى ذلك المعالم الأثرية المتمثلة في العديد من المباني القديمة المتسمة بالطابع المعماري العربي الإسلامي. كما تضم الولاية عدداً آخر من الأضرحة والمقابر القديمة.

### المناخ
تتميز مرباط بمناخها المعتدل، والصيف في مرباط مغيم ويكثر في الصيف تساقط الرذاذ بسبب الرياح الموسمية أو ما يسمى محليا موسم الخريف حيث تتراوح الحرارة بين 25 درجة مئوية و 30 درجة مئوية ويتميز جو مرباط بالرطوبة العالية طوال أيام السنة ومن شهر أبريل وحتى شهر مارس يبدا موسم الغيظ وترتقع درجات الحرارة من 30 درجة مئوية إلى 36 درجة مئوية أما في الأشهر الباقية تكون درجة الحرارة فتبقى درجات الحرارة معتدلة على درجة 30 مئوية.

## السكان
تعتبر ولاية مرباط ثالث ولاية من حيث عدد السكان إذ يبلغ عدد سكان الولاية 14,987 نسمه يعيشون في أكثر من 139 حي وتجمع سكاني.

## التعليم
لا يختلف التعليم في ولاية مرباط عن باقي ولاية سلطنة عمان هناك ثمان مدارس عامة في ولاية مرباط والتي تديرها وزارة التربية والتعليم وسيلة التعليم في المدارس العامة هي اللغة العربية مع وجود مادة اللغة الإنجليزية
والمدارس هيا:
1- مدرسة طوي أعتير للتعليم الأساسي
```
(5-12) بنين
```

2- مدرسة مرباط للتعليم الأساسي
```
(1-4) بنين وبنات
```

3- مدرسة ابن خلدون للتعليم الأساسي
```
(5-12) بنين
```

4- مدرسة طوي اعتير للتعليم الأساسي
```
(5-12) بنات
```

5- مدرسة خديجة بنت خويلد للتعليم الأساسي
```
(5-12) بنات
```

6- مدرسة الامانة للتعليم الأساسي
(1-4) بنين وبنات
7- مدرسة يور للتعليم الأساسي
(1 -10) بنين وبنات
8- مدرسة عين للتعليم الأساسي
```
(1 -10) بنين وبنات
```

## السياحة
تتميز ولاية مرباط بموقعها الساحلي وشعابها المرجانية وخلجانها الجذابة ومحمية جبل سمحان والعيون المائية الطبيعية المنتشرة في أرجاء الولاية وأيضا يزوروها السياح المارّون بمدينة صلالة.

## وصلات خارجية
- ولايات ونيابات محافظة ظفار